# 国公庙
国公庙，位于中国广东省佛山市禅城区新安街46号，建于清初，道光及光绪年间重修。国公庙曾为铁钉行西友会馆，所祀人物为尉迟敬德。相传唐代鄂国公尉迟敬德出身铁匠，因此祀他为铁钉行祖师。1989年6月10日，列入佛山市文物保护单位。